# Tapachulteca
El Tapachultec fou una de les llengües mixes parlades a Chiapas, Mèxic. Actualment és una llengua extingida. Era parlada a l'àrea al voltant de l'actual Tapachula (Chiapas) i formava part de la família de les llengües mixezoque.
Poc se sap sobre la llengua. No obstant això, segons Otto Shuman, un investigador de la lingüística a la Universitat Nacional Autònoma de Mèxic, la llengua es va perdre en la dècada de 1930, durant el govern del governador de Chiapas Victorico Grajales. Grajales va prohibir l'ús de les llengües indígenes, a fi de tractar de crear un vincle més fort entre Chiapas i la resta de Mèxic.